# コンプソスクス
コンプソスクス（Compsosuchus　「かわいいワニ」の意味）は白亜紀後期に現在のインドに生息していたアベリサウルス類の獣脚類恐竜の絶滅属の一つである。

## 命名
コンプソスクスは1933年にフリードリヒ・フォン・ヒューネおよびチャールズ・マトリーにより記載された。タイプ種C. solus である。この属は疑問名とみなされることが多い 。

## 特徴
C. solus のタイプ標本であり唯一の標本はラメンタ層（Lamenta Formation）で発見された。この種は関節した横断面をもつ1つの軸椎の標本IM K27/578に基づいている。一つ問題があり、この標本は既に失われている可能性がある。この軸椎は側腔の位置、横断面が腹側から見て(ろうそく型ではなく) 円柱状であること、横断面が長さの半分以下であり神経腔が広いことからアロサウルスのものに似ている。これらの子孫形質はアロサウルスと共有されえており、コンプソスクスはアベリサウルス類ではなくアロサウルス類である可能性がある。

## 分類
少数の首の骨しか発見されていないため、あまりよく分かっていない。この骨はテタヌラ類のものであるようだが、明確でなく、アベリサウルス類もしくアロサウルス類のものである可能性があり、特にアベリサウルス類のものに一番よく似ている。
もしアロサウルス類であったとして、小さなサイズであったことから異なる生態ニッチで生き残っていた可能性を示唆する。

## 参照
1. 1 2  Huene and Matley, 1933. The Cretaceous Saurischia and Ornithischia of the central provinces of India. Pal. Indica 21 1-74, 33 figs., 24 pls.
2. 1 2  “Compsosuchus”. Dinosaurier-Info.De. 2013年6月20日閲覧。
3. ↑  “Compsosuchus”. DinoData. 2013年6月20日閲覧。